# Cintura desprezada
La cintura desprezada est une séquence de mouvements en capoeira créée par Mestre Bimba, dont le but était de donner confiance aux élèves en leur apprenant à réagir contre une technique d'immobilisation ou de projection.
La cintura desprezada était destinée aux élèves avancés et inclut généralement les premiers mouvements de la première séquence d'apprentissage ainsi que quatre balões (techniques de projection).
| CAPOEIRISTE 1                 | CAPOEIRISTE 2                 |
| ----------------------------- | ----------------------------- |
| Meia-lua de frente            | Cocorinha                     |
| Meia-lua de frente com armada | Cocorinha → Negativa de Bimba |
| Desencaixa o pé → Aú          | Apanhada*                     |
| Balão de lado*                | Tesoura de chão               |
| Aú                            | Cabeçada                      |
| Balão cinturado*              | Galopante                     |
| Cutilada → Gravata cinturada* |                               |